# كوادريل

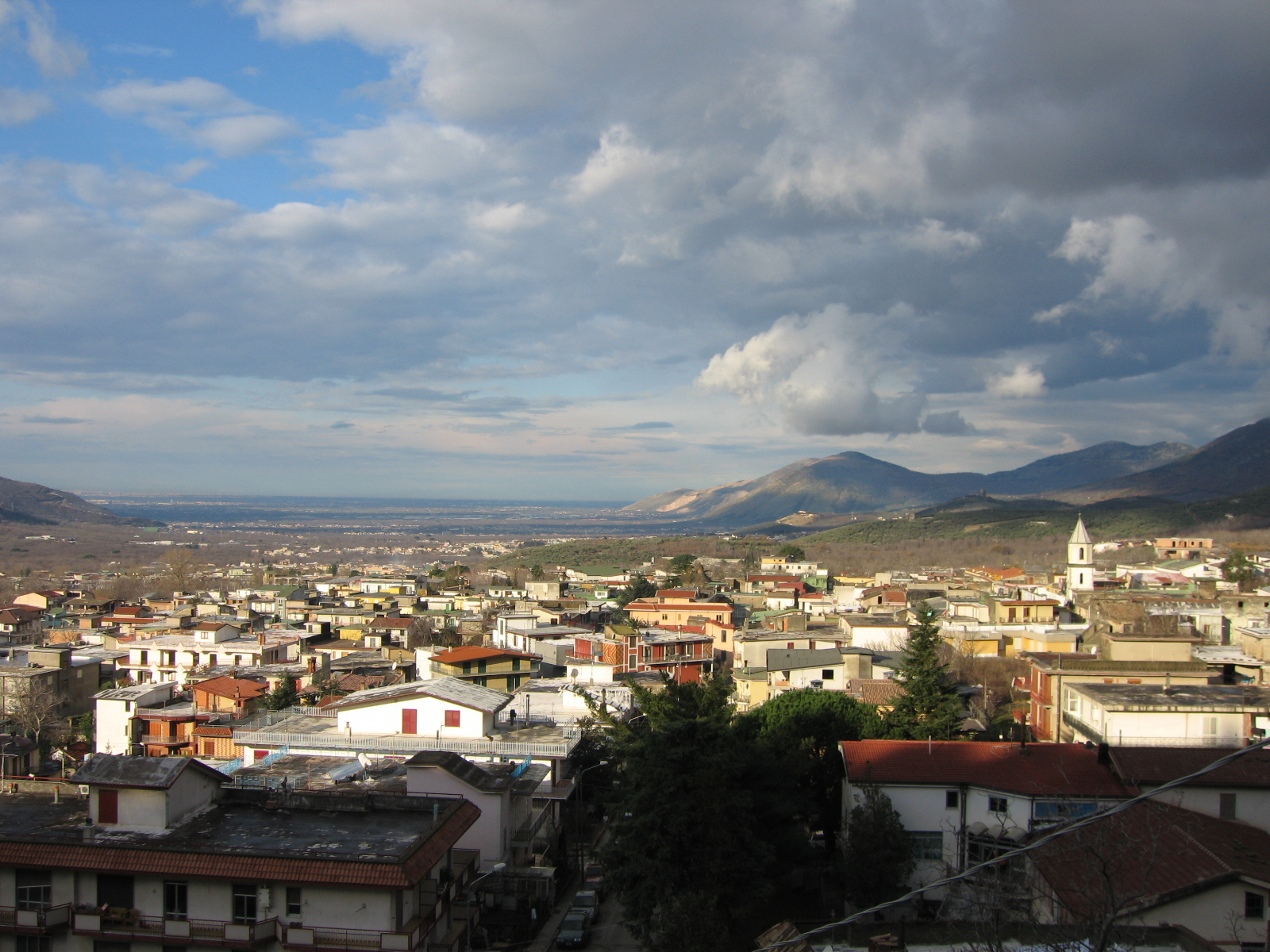
منظر عام لـ Quadrelle

كوادريل هي كومونا في مقاطعة أفيلينو والتي تقع في إقليم كامبانيا في جنوب إيطاليا.

## المهرجانات
خصصت مراسم هذا الإحتفال الديني لأجل معمودية جون في شهر أغسطس من كل سنة، و في يوم 17 من شهر يناير يقام الاحتفال التقليدي المسمى بمايو لأنتوني رئيس الدير.